# Parque Natural Regional da Montanha de Reims
O Parque Natural Regional da Montagne de Reims (em francês:  Parc naturel régional de la Montagne de Reims) é uma área protegida no Grande Leste, região da França. Ela está localizada em torno da Montanha de Reims, uma cadeia de colinas arborizadas cobertas por vinhedos que produzem o vinho espumante homônimo da região, o Champagne.
A área foi oficialmente designada como um parque natural regional em 1976, com uma área total de 50.000 hectares.

## Comunas integrantes
Em 2012, as seguintes comunas são integrantes do parque:
- Ambonnay
- Aubilly
- Avenay-Val-d'Or
- Baslieux-sous-Châtillon
- Belval-sous-Châtillon
- Bisseuil
- Bligny
- Bouilly
- Bouleuse
- Bouzy
- Chambrecy
- Chamery
- Champillon
- Châtillon-sur-Marne
- Chaumuzy
- Chigny-les-Roses
- Cormoyeux
- Coulommes-la-Montagne
- Courmas
- Courtagnon
- Cuchery
- Cuisles
- Cumières
- Damery
- Dizy
- Écueil
- Fleury-la-Rivière
- Fontaine-sur-Ay
- Germaine
- Hautvillers
- Jonquery
- Jouy-lès-Reims
- La Neuville-aux-Larris
- Louvois
- Ludes
- Mailly-Champagne
- Mareuil-sur-Ay
- Marfaux
- Méry-Prémecy
- Mutigny
- Nanteuil-la-Forêt
- Pargny-lès-Reims
- Poilly
- Pourcy
- Reuil
- Rilly-la-Montagne
- Romery
- Sacy
- Saint-Euphraise-et-Clairizet
- Saint-Imoges
- Sarcy
- Sermiers
- Tauxières-Mutry
- Tours-sur-Marne
- Trépail
- Vandières
- Venteuil
- Verzenay
- Verzy
- Ville-en-Selve
- Ville-en-Tardenois
- Villers-Allerand
- Villers-Marmery
- Villers-sous-Châtillon
- Vrigny